# Klarend vermogen (nier)
Het klarend vermogen van de nieren is een term voor een adequate uitscheiding van allerlei afvalstoffen via de urine. Hiervoor is een goede filterfunctie van de nieren essentieel.
De kwaliteit van de filterfunctie wordt ook wel weergegeven door middel van de Glomerulaire filtratiesnelheid (of Glomerular Filtration Rate), uitgedrukt in ml/min. De GFR wordt bepaald door onder andere: de hoogte van de effectieve filtratiedruk, en de hoeveelheid en kwaliteit van het filtrerend oppervlak.
Een daling van de GFR geeft een verminderd klarend vermogen en dus een verminderde nierfunctie. Dit gebeurt bijvoorbeeld bij een daling van de filtratiedruk voor een verminderde arteriële druk, door hartfalen. Ook kan de kwaliteit van het filtrerend oppervlak achteruit gaan door een verdikking van de basale membraan (glomerulosclerose). Dit laatste treedt onder andere op wanneer een aanvankelijk gezond stuk nier moet compenseren voor een niet-functioneel stuk nier, en dit is een belangrijke reden waarom de GFR bij chronische nierziekten progressief slechter wordt.
Afname van de GFR zal tot gevolg hebben dat uiteenlopende stofwisselingsproducten niet meer uit het lichaam verwijderd kunnen worden. Dit zijn zowel giftige afvalstoffen, als bruikbare stoffen zoals hormonen. Vrijwel alle stoffen die normaliter door de nier worden uitgescheiden, zullen bij een verminderd klarend vermogen achterblijven in het bloed, en hierdoor klinische verschijnselen veroorzaken. Voorbeelden hiervan zijn het uremisch syndroom en het nefrotisch syndroom.